# Semanario Literario y Curioso de Cartagena
El Semanario Literario y Curioso de Cartagena (1786-1788) es el primer periódico editado en la ciudad española de Cartagena (Región de Murcia). Sus colaboradores eran mayoritariamente oficiales de la Armada.

## Un semanario ilustrado
El semanario publicó 74 números desde el 1 de septiembre de 1786 hasta el 25 de enero de 1788. Se promueve por algunos miembros de la Armada Española residentes en Cartagena, ya que la difusión del conocimiento de las ciencias fue una de las ideas de la Ilustración.
Se atribuye su creación al capitán de navío Pedro de Leiva y Jiménez de Cisneros, con la colaboración del impresor Pedro Ximénez, propietario de la imprenta la Marina. El impresor aparecía como responsable de la publicación ya que los colaboradores del semanario eran miembros de la Armada y no podían imprimir panfletos ni publicaciones.
Los artículos no aparecían firmados, sin embargo, se sabe que algunos de sus colaboradores eran: Martín Fernández de Navarrete, antiguo colaborador del Memorial Literario de Madrid y de El Censor; Martín Rodón y Bell, médico que realizó importantes estudios históricos sobre las epidemias en la ciudad; Luis María Salazar y Salazar, que después fue ministro de Hacienda y secretario de Estado interino; y Manuel Zalvide Errante.
El principal objetivo del semanario era dar a conocer y fomentar el conocimiento de las ciencias y las artes. Por tanto en su primer ejemplar se incluían varios apartados sobre física, medicina y física animástica; en números sucesivos se incorporaron otros temas científicos como medicina, agricultura, magnetismo, electricidad, insectología, historia marítima, cosmología, literatura o mitología.
Entre sus lectores se encontraban importantes personalidades de la época, y bastantes de sus lectores eran jóvenes como José de San Martín, que tras su estancia en la península acabaría convirtiéndose en el libertador de Argentina, Chile y Perú.

## Suplemento Curioso
Un aspecto significativo es que también se incluyeron noticias particulares sobre Cartagena, tratándose del primer diario local de la ciudad portuaria y adquiriendo tal éxito que a partir de 1787 se presenta una escisión entre los contenidos científicos y el Suplemento Curioso que trata sobre aspectos concretos de la ciudad: tráfico marítimo, fiestas, advertencias, etc. 
Una de sus secciones se llamaba Anuncios y proporciona datos para conocer la vida diaria en esta ciudad por aquellos años. Otra sección de gran importancia era la Historia marítima escrita por Manuel Zalvide Errante; existía otra denominada Observaciones y notas sobre las inscripciones y monumentos antiguos de esta ciudad que la escribía Antonio Valcárcel Pío de Saboya y Moura, investigador histórico de la zona de Levante.
Desapareció por diversos motivos: una disminución considerable de lectores, la Inquisición inició un proceso en contra de algunos artículos, existieron presiones políticas por la opinión vertida en otros artículos, etc. Como resultado el gobernador militar le retiró la licencia de impresión de modo oficial en enero de 1788.